# Apple File System
Das Apple File System (APFS) ist ein im Juni 2016 von Apple als Nachfolger von HFS+ vorgestelltes Dateisystem.
Zuerst war das Dateisystem nur für iOS verfügbar. Der erste offizielle Einsatz von APFS auf Mobilgeräten wurde am 27. März 2017 mit der iOS-Version 10.3 bekanntgegeben. In Mac OS wurde APFS ab Version 10.13 High Sierra implementiert.

## Funktionen
APFS kann seit macOS High Sierra genutzt und auch als Systemlaufwerk verwendet werden.
Mit iOS 10.3 wurde es das Standard Dateisystem für iPhone und iPads
APFS wurde ursprünglich für SSD-Laufwerke optimiert, unterstützt aber Fusion Drive und Festplatten ab macOS Mojave 10.14.
APFS kann ab macOS Big Sur als Ziellaufwerk für die Datensicherung mittels Time Machine gewählt werden.
„Space Sharing“ erlaubt mehreren logischen Laufwerken, den Speicherplatz desselben physischen Laufwerks gemeinsam zu nutzen. Dabei hat jeder APFS-Container den gesamten verfügbaren Speicher des physischen Laufwerks zur Verfügung. Beispiel: Ein APFS-Container mit einer Größe von 100 GB enthält zwei logische Laufwerke: A (10 GB belegt) und B (20 GB belegt). Der freie Platz beider Laufwerke A und B wird mit 70 GB angegeben (100 GB – 10 GB – 20 GB).
APFS-Laufwerke können dynamisch in der Größe verändert werden, ohne das Laufwerk neu partitionieren zu müssen.
Klone sind sofort verfügbare Kopien von Dateien oder Verzeichnissen, die keinen weiteren Platz benötigen (Copy-On-Write). Beim Klonen wird nur der Verzeichniseintrag einer Datei kopiert. Beim Ändern einer geklonten Datei werden nur die geänderten Blöcke zusätzlich auf das Laufwerk geschrieben. Dadurch kann das Dateisystem verschiedene Versionen einer Datei vorhalten, und sie beansprucht dabei nur wenig zusätzlichen Platz.
Schnappschüsse (Snapshots) sind nur-lesbare Instanzen eines Dateisystems auf einem Laufwerk. Sie helfen, Datensicherungen effizient anzulegen, und bieten die Möglichkeit, Änderungen auf einen bestimmten Zeitpunkt zurückzusetzen.
„Fast Directory Sizing“ erlaubt APFS, den Speicherverbrauch einer Verzeichnisstruktur schnell zu berechnen und aktuell zu halten.
„Atomic Safe-Save“ führt Umbenennungen in einer einzelnen Transaktion so aus, dass aus Nutzerperspektive eine Operation entweder vollständig durchgeführt wurde oder gar nicht geschieht.
APFS unterstützt die Verschlüsselung ganzer Volumens, einzelner Dateien und sensibler Metadaten. Es unterstützt die Verschlüsselungsmethoden: Single-key-Verschlüsselung und Multi-key-Verschlüsselung mit per-file-Schlüsseln für Daten und separatem Schlüssel für sensible Metadaten. Multi-key-Verschlüsselung gewährleistet die Integrität der Benutzerdaten. Selbst wenn jemand die physische Sicherheit des Geräts kompromittierte und sich Zugang zum Geräteschlüssel verschaffte, könnte er die Benutzer-Dateien nicht entschlüsseln. Apple File System benutzt XTS-AES- oder AES-CBC-Verschlüsselungsmodi, abhängig von der Hardware.